# Duinroos
Duinroos (Rosa pimpinellifolia, synoniem: Rosa spinosissima) is een struik, die behoort tot de rozenfamilie (Rosaceae). Duinroos staat op de Nederlandse Rode lijst van planten als vrij zeldzaam en stabiel of toegenomen.

## Determinatie
De plant wordt 10–100 cm (zelden tot 200 cm) hoog, meestal treedt ze op als dwergstruik. Duinroos vormt een wijdvertakt stelsel van wortelopslag, waardoor ze grote oppervlakken kan bedekken. De korte, rechtopstaande, donkerbruine, niet-beklierde takken hebben vooral aan de voet verschillende typen stekels. De bloemtakken zijn over de gehele lengte bezet met grotere en kleinere stekels en met naaldvormige stekels. De aan de onderzijde vrijwel kale, breed elliptisch tot bijna ronde blaadjes van het in zeven tot elf deelblaadjes onevengeveerde, donkergroene, blad zijn 0,5–1,5 cm lang en 0,5–1,2 cm breed. Ze hebben een enkelvoudig gezaagde bladrand. De bladspil en bladsteel zijn onbehaard en hebben geen klieren. De smalle steunblaadjes hebben afstaande oortjes.
Duinroos bloeit in mei en juni met crèmekleurige, soms roze aangelopen bloemen. Soms bloeit de struik voor een tweede keer vanaf augustus tot in oktober. De bloem is alleenstaand, 1,5–5,5 cm groot en heeft geen steelblaadjes. De 3–4,5 cm lange bloemsteel is al of niet beklierd en heeft soms naaldvormige stekels. De korte, smalle, gaafrandige kelkblaadjes zijn korter dan de kroonbladen en staan na de bloei rechtop. Ze blijven tot aan de rijping vastzitten en staan dan schuin tot steil omhoog. De vruchtbeginsels zijn ingesloten in een holle, flesvormige bloembodem. De wollig behaarde stijlen zijn vrij.
De ronde tot eironde, 0,5–1,2 cm lange en 0,5–1,5 brede, meestal niet-beklierde rozenbottels zijn donkerbruinachtig paarse of meer zwarte vlezige bloembodems met daarin de nootjes achtige vruchten. De al of niet beklierde rozenbottelsteel is 1–2,5 keer zo lang als de rozenbottel. Het stijlkanaal is 2–2,5 mm groot.
Het aantal chromosomen is 2n = 28.

## Ecologie
Duinroos komt voor op droge, matig voedselrijke, meestal kalkhoudende grond op duinhellingen, onder struikgewas en op heidevelden. In Midden-Europa is duinroos kenmerkend voor zoomgemeenschappen op kalkrijke grond. In West-Europa groeit duinroos vrijwel alleen op de droge graslanden in de kustduinen.

### Syntaxonomie
Duinroos staat in de duinen te boek als kensoort voor de naar haar genoemde duinroos-associatie (Rosetum spinosissimae).

## Gebruik
De rozenbottels zijn zeer rijk aan vitamine C en kunnen gebruikt worden voor onder meer marmelade, jam, gelei, sap, siroop en gebakvulling.
Duinroos is een van de eerste rozensoorten die in cultuur werden genomen.

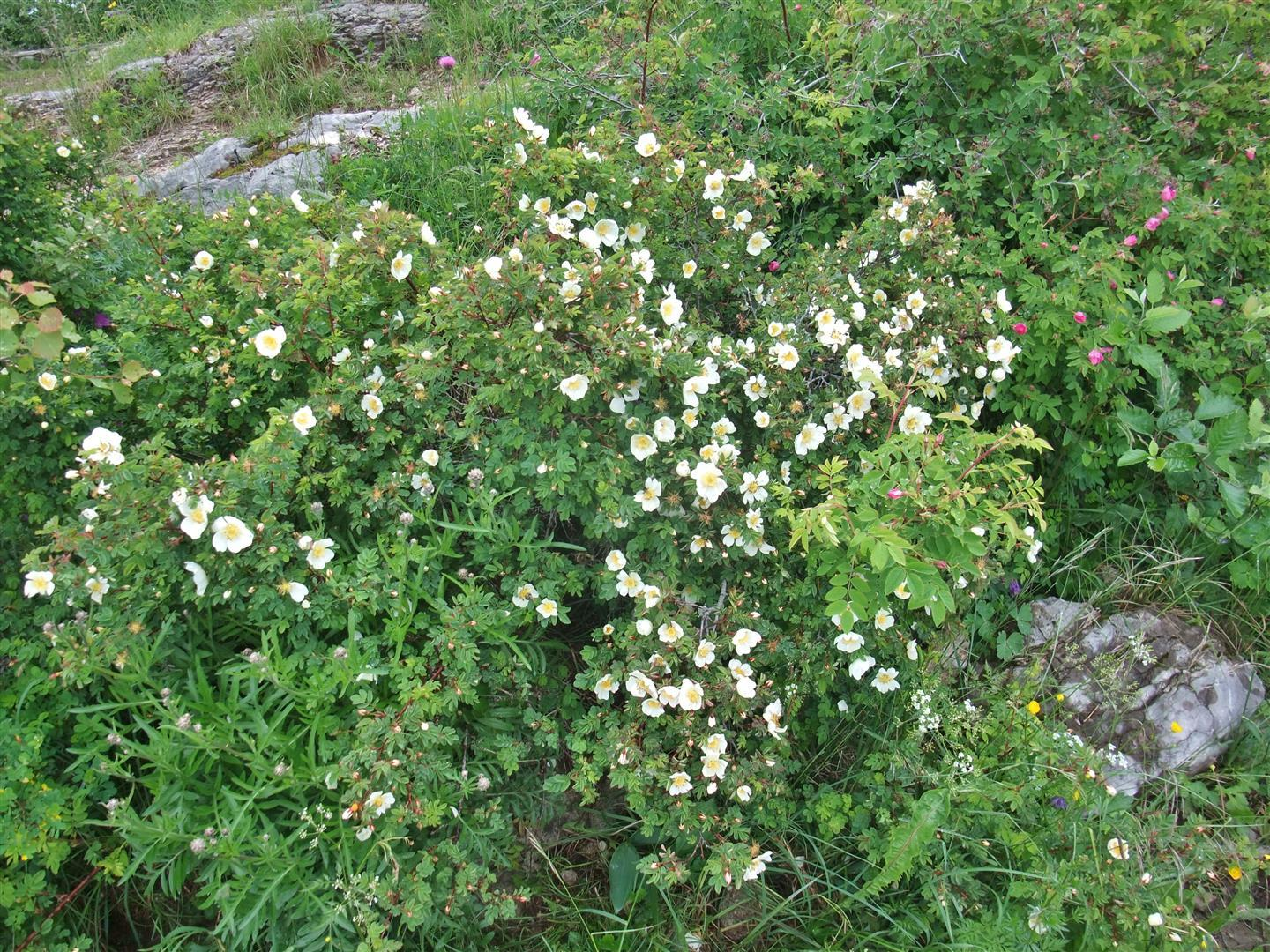
Struiken
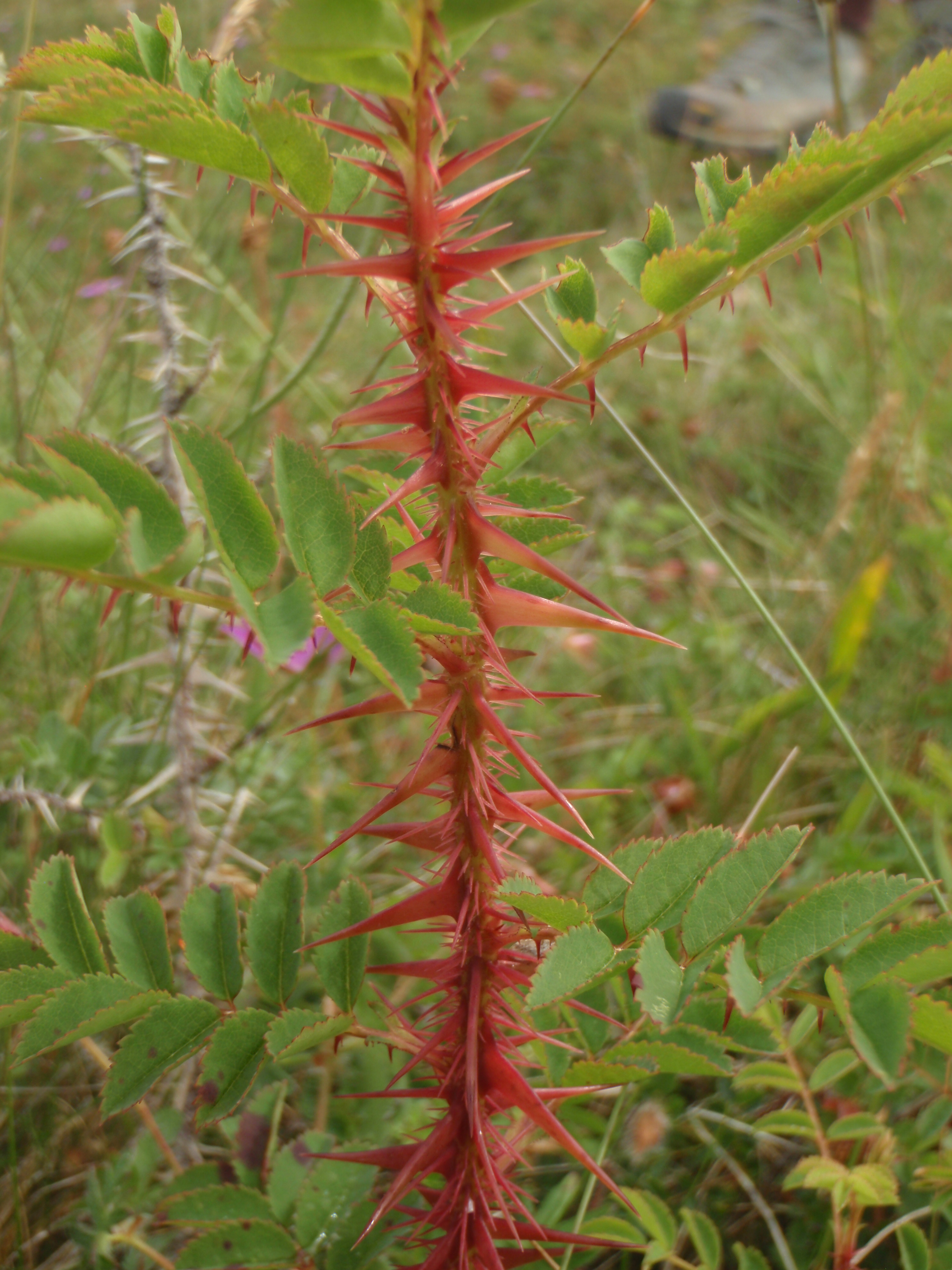
Jonge tak
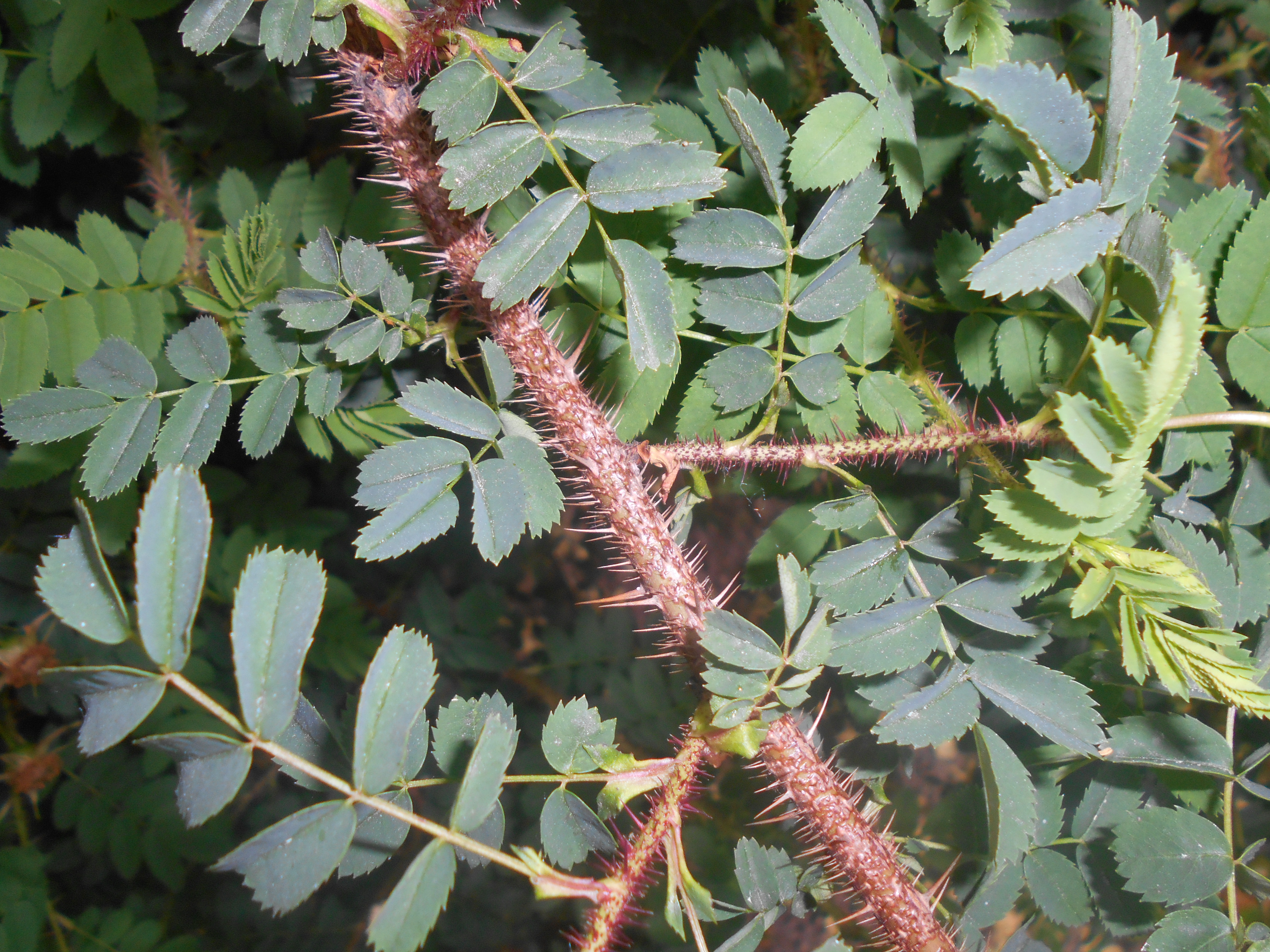
Tak. De steunblaadjes van de bladeren hebben afstaande oortjes.
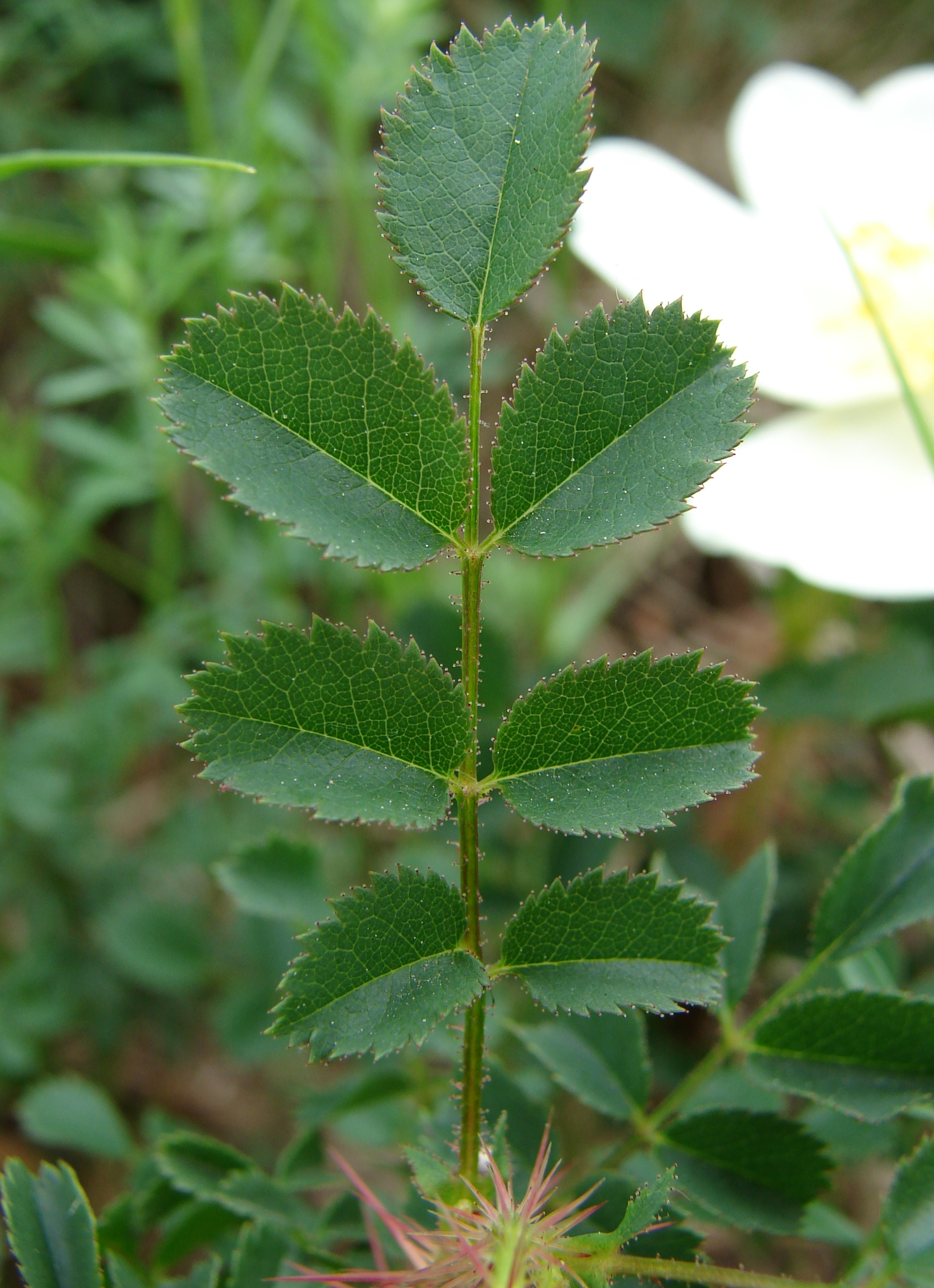
Blad
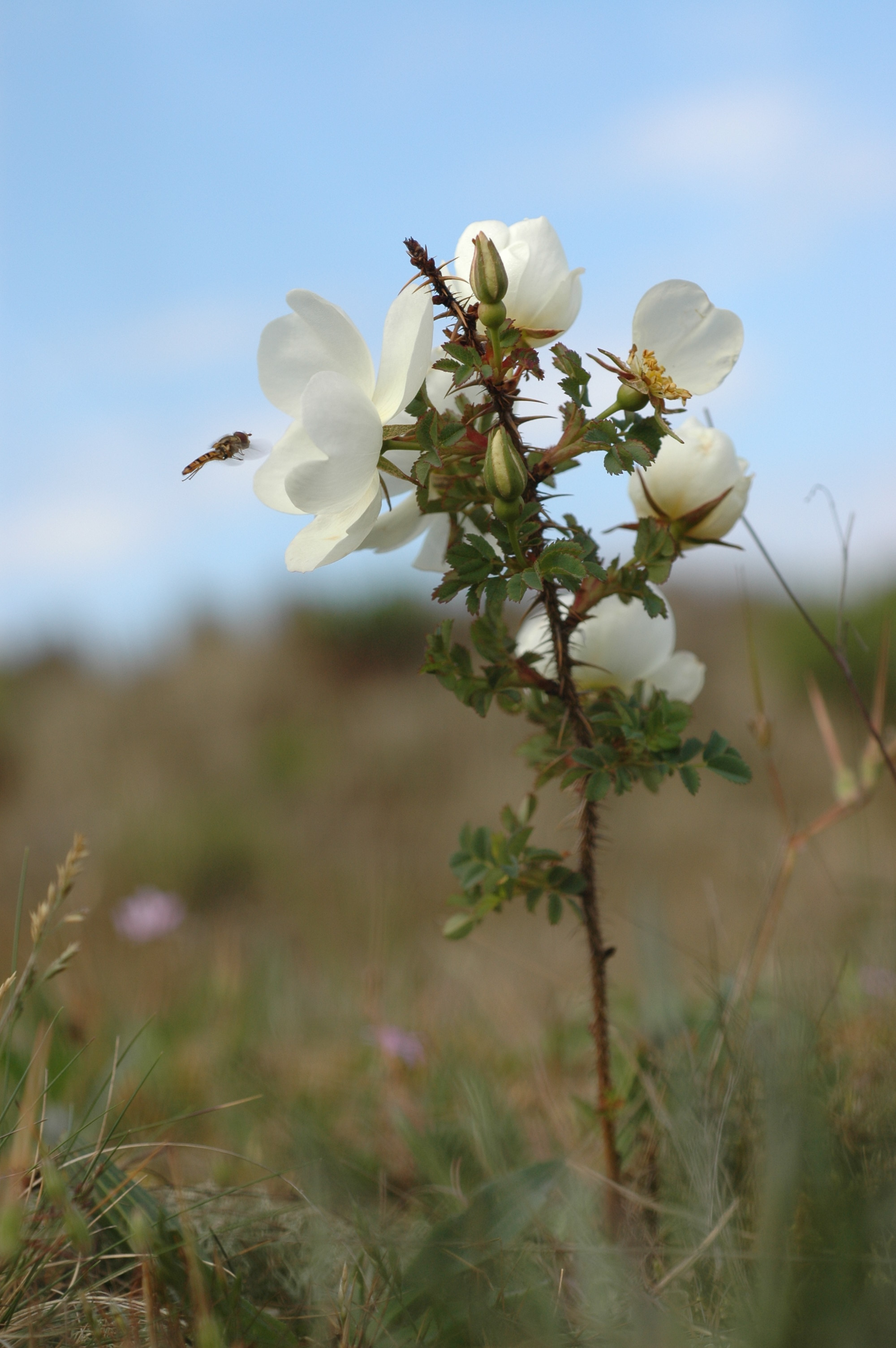
Duinroos met zweefvlieg
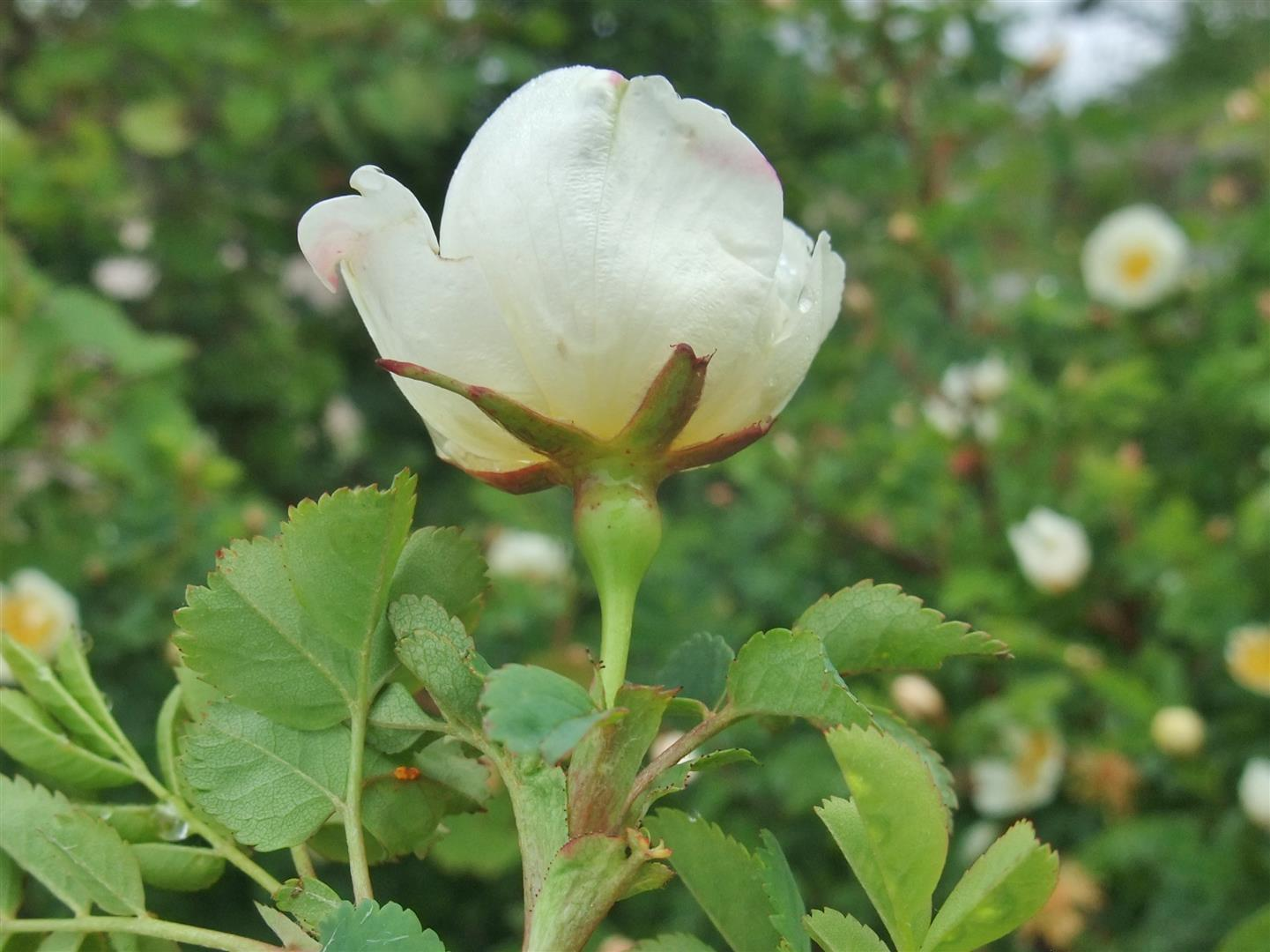
Kelk
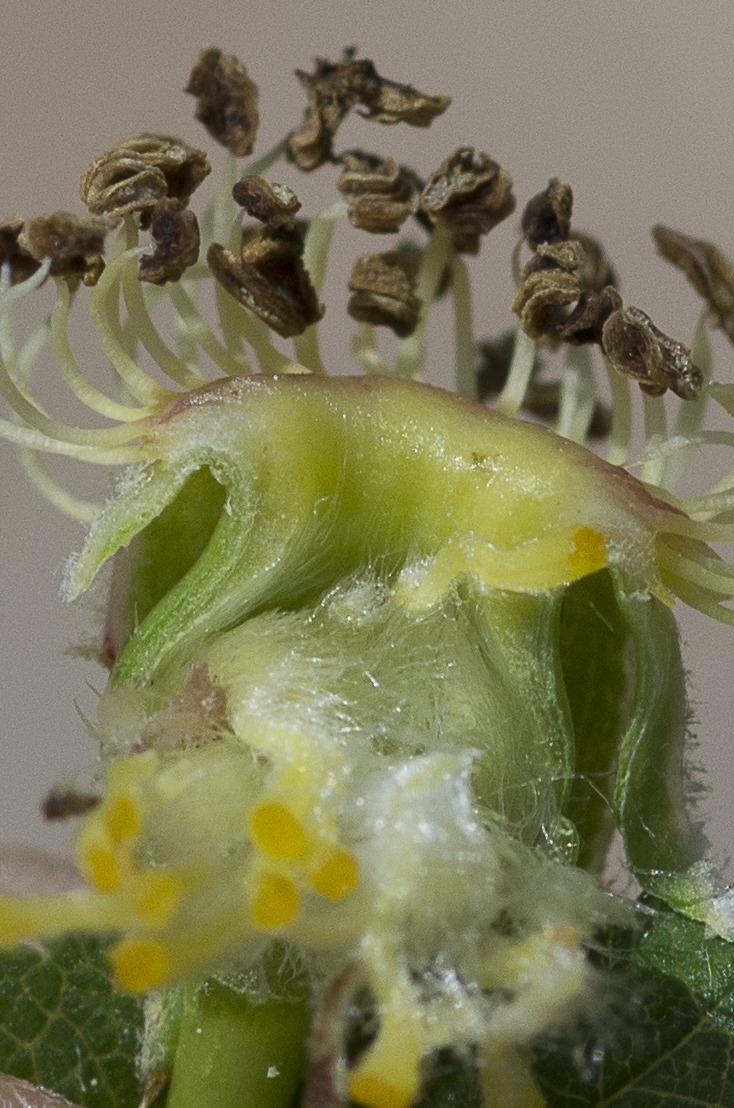
Wollig behaarde stijlen
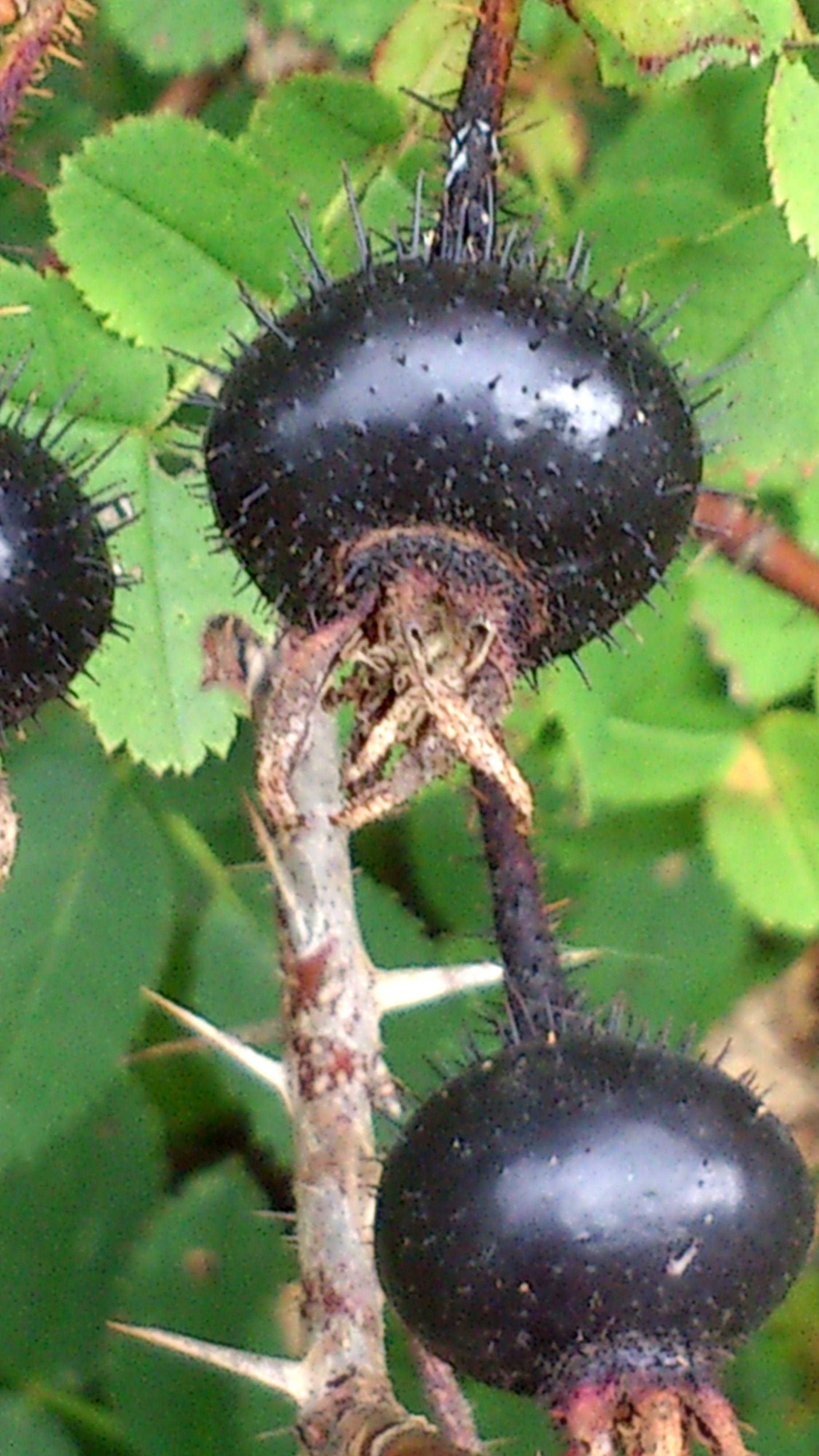
Rozenbottel

Namen in andere talen
- Duits: Bibernell-Rose
- Engels: Burnet Rose
- Frans: Rosier pimprenelle